# آل الخضر (مكيراس)

تعديل مصدري - تعديل

ال الخضر هي إحدى قرى عزلة مكيراس بمديرية مكيراس التابعة لمحافظة البيضاء، بلغ تعداد سكانها 128 نسمة حسب تعداد اليمن لعام 2004.